# هوپی
هوپی (به اسپانیایی: Hopi) نام یکی از قبایل بومی آمریکا است. اعضای این قبیله اکنون در شمال شرق ایالت آریزونا زندگی میکنند و طبق سرشماری سال ۲۰۱۰ تعدادشان به کمتر از بیست هزار نفر میرسد. قوم هوپی که سابقاً موکی (Moki) نامیده میشدند از اقوام پوئبلو میباشند که در قرن شانزدهم میلادی برای نخستین بار توسط اسپانیایی ها مشاهده شدند.

## جغرافیای هوپی
وسعت زیستگاه قبیله هوپی ۲٬۵۳۱٫۷۷۳ مایل مربع (۶،۵۵۷٫۲۶ کیلومتر مربع) در شمال شرقی آریزونا است. زبان هوپی یکی از ۳۰ زبان خانواده یوتو آزتک است. اکثریت مردم هوپی در «اتحاد هوپی آریزونا» و برخی هم در قبایل سرخپوست رودخانه کلرادو ثبت نام کردند. جمعیت آنان در سال ۲۰۱۰ رقم ۱۹٬۳۲۷ بود.

## فرهنگ

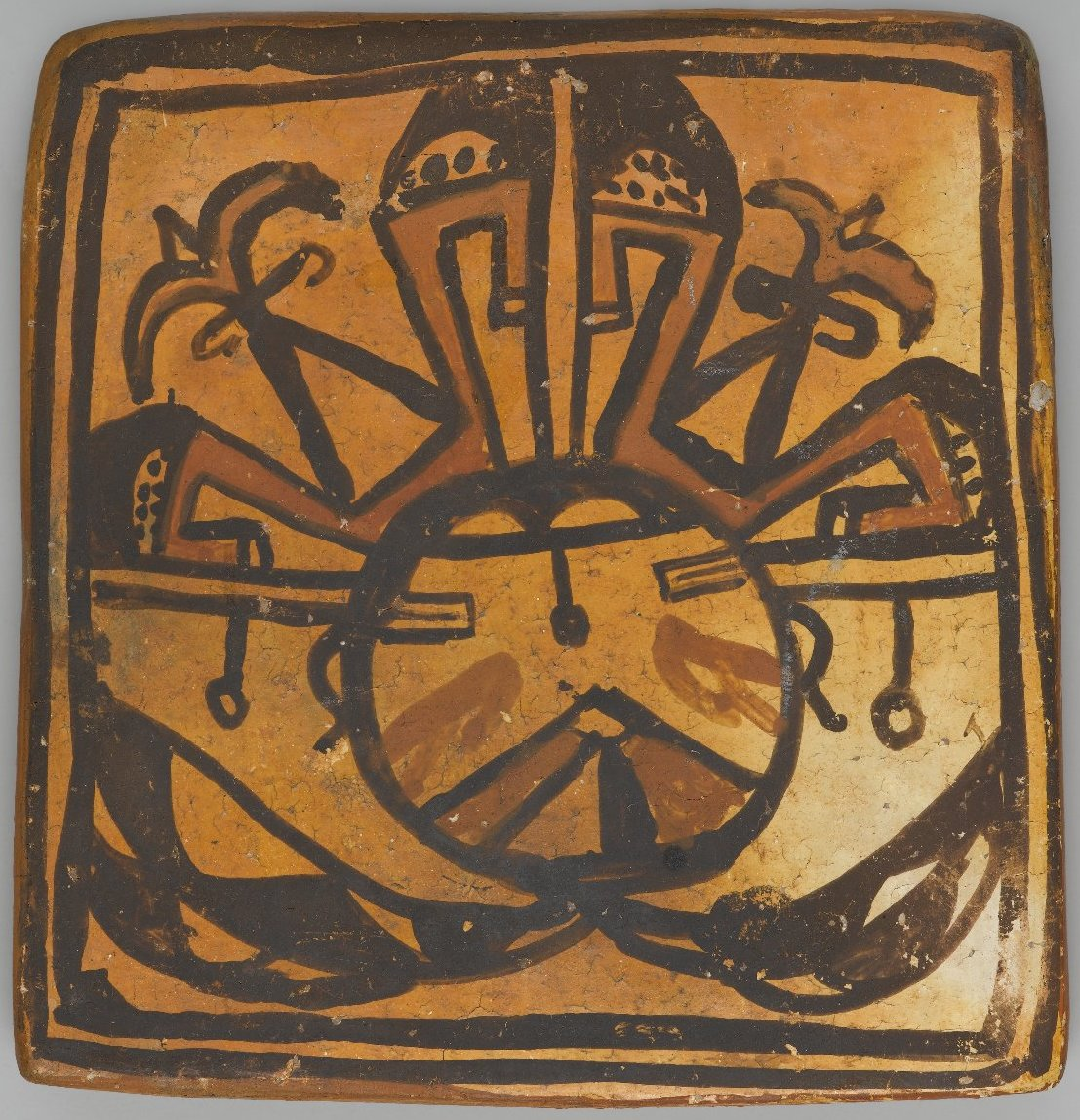
کاشی هوپی، اواخر ۱۹ و اوایل قرن ۲۰، موزه بروکلین.

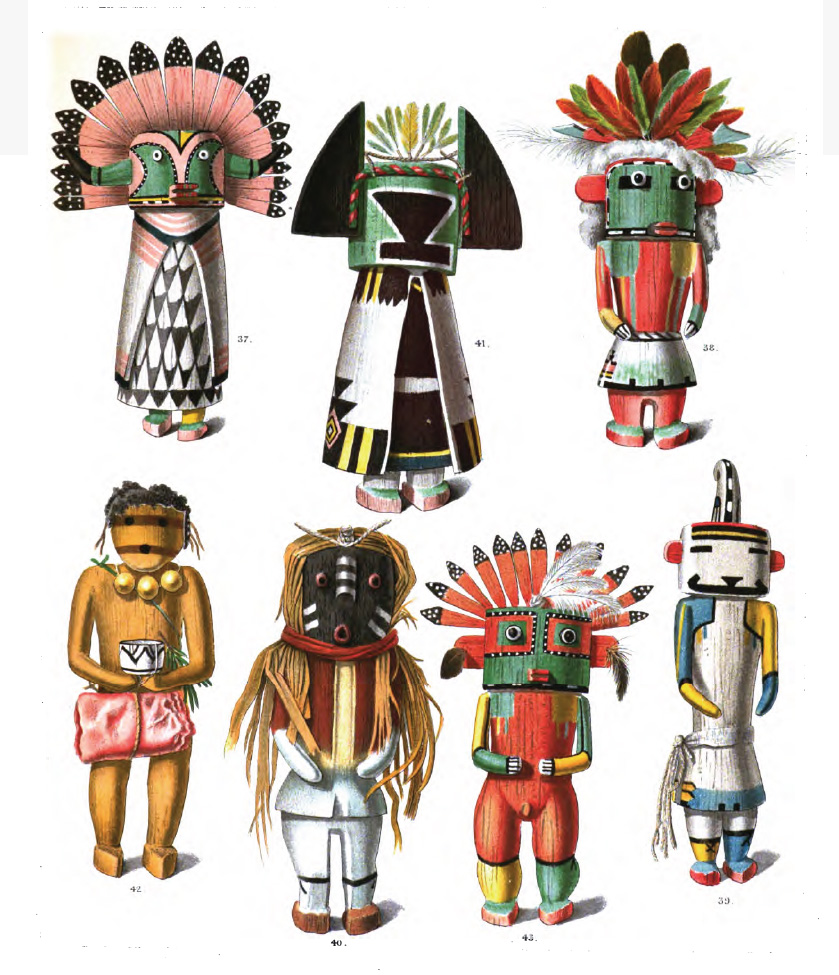
عروسک‌های هوپی کچینا.

معنای اصلی کلمه «هوپی»: رفتار نیک و شخص متمدن، صلح دوست و مؤدب عنوان شده است، مردم هوپی به «راه هوپی» پایبندند.

## نگارخانه

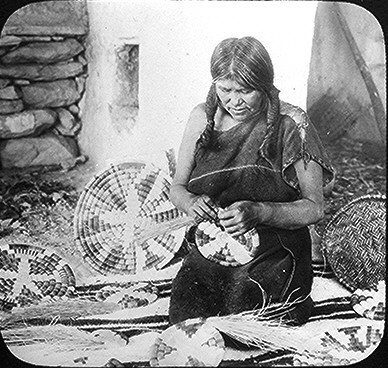
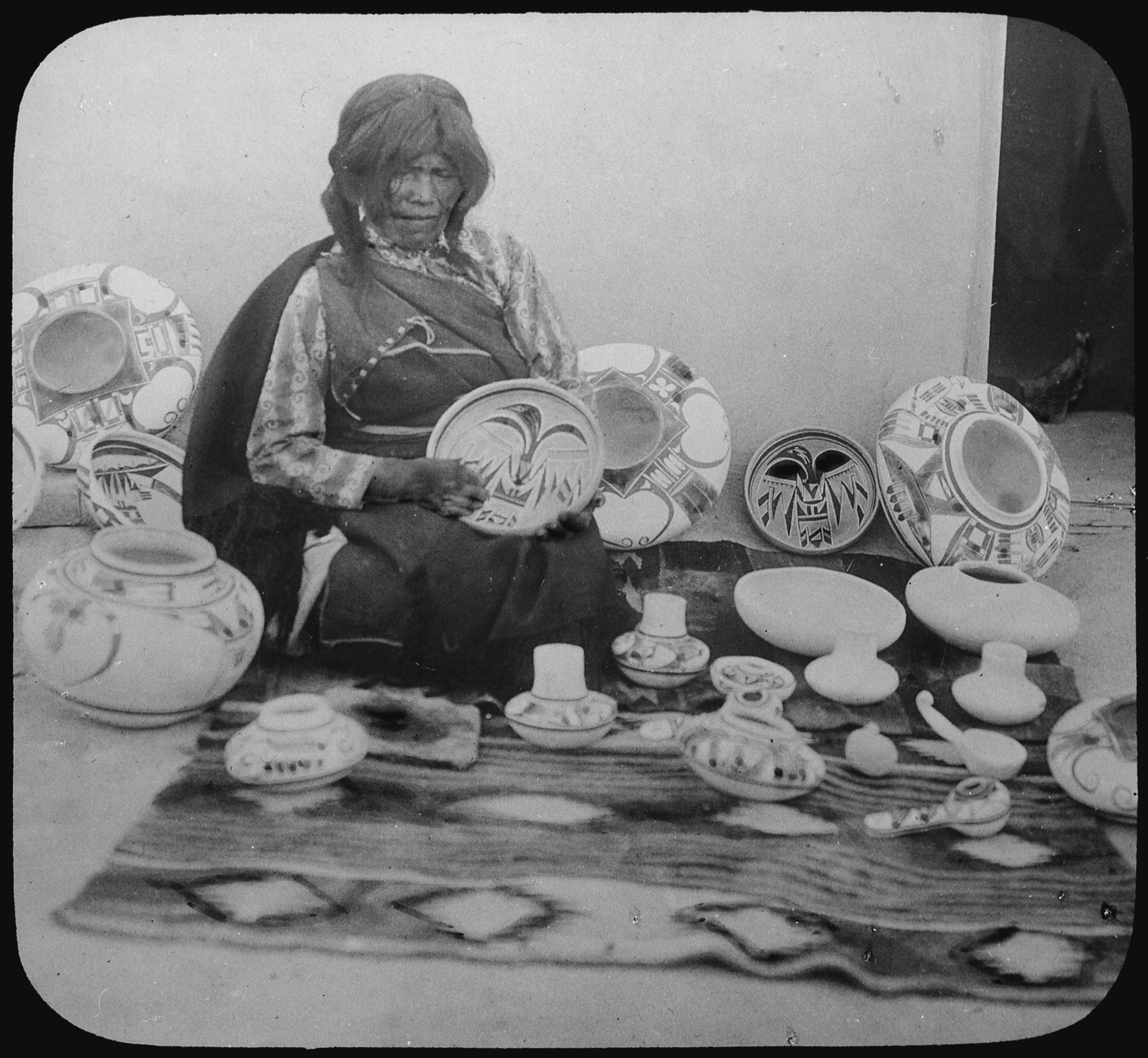
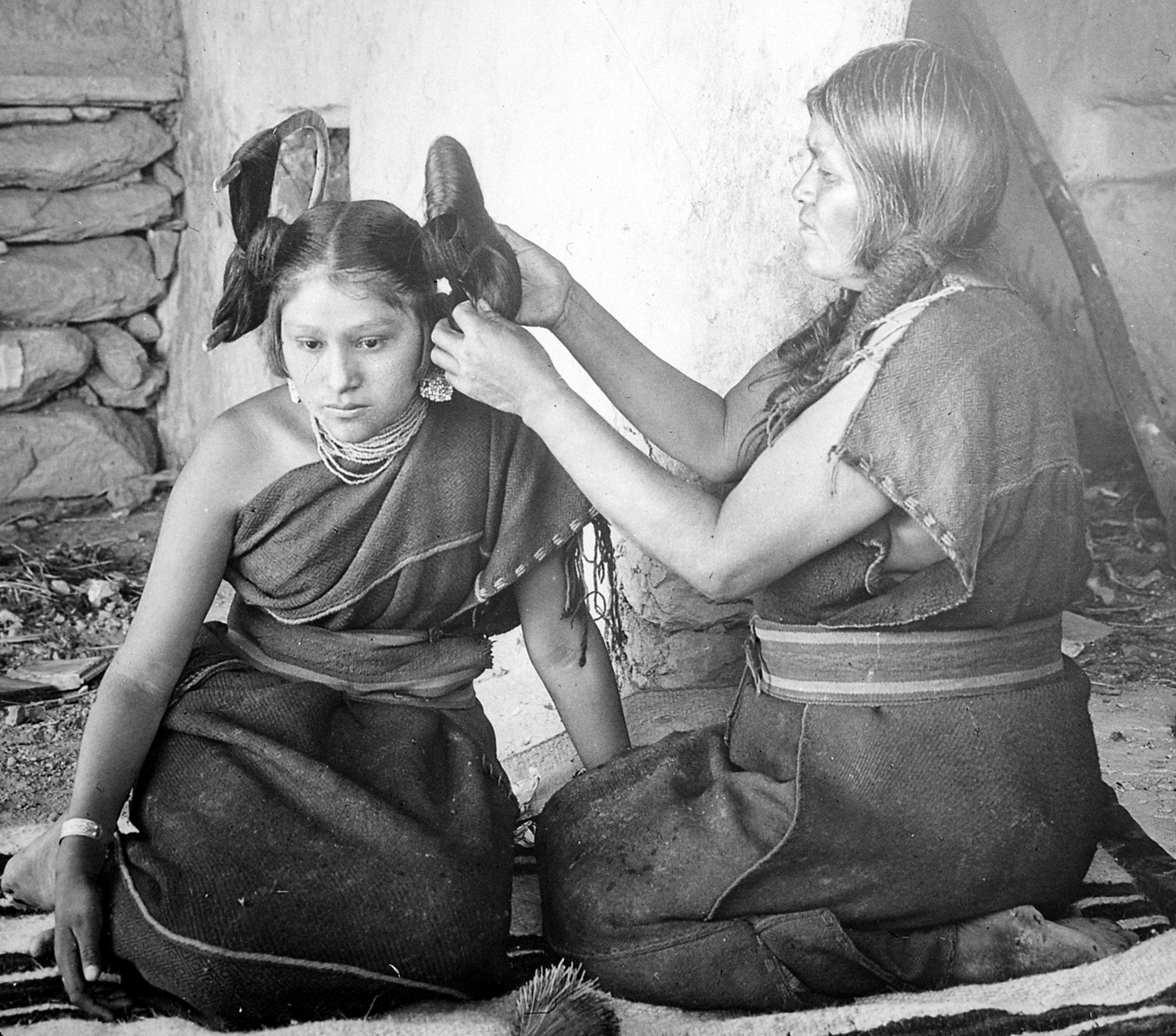
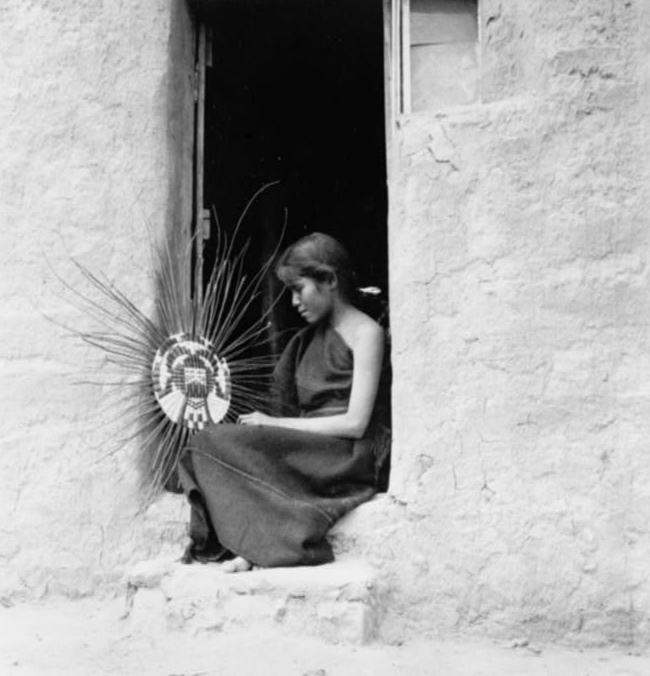
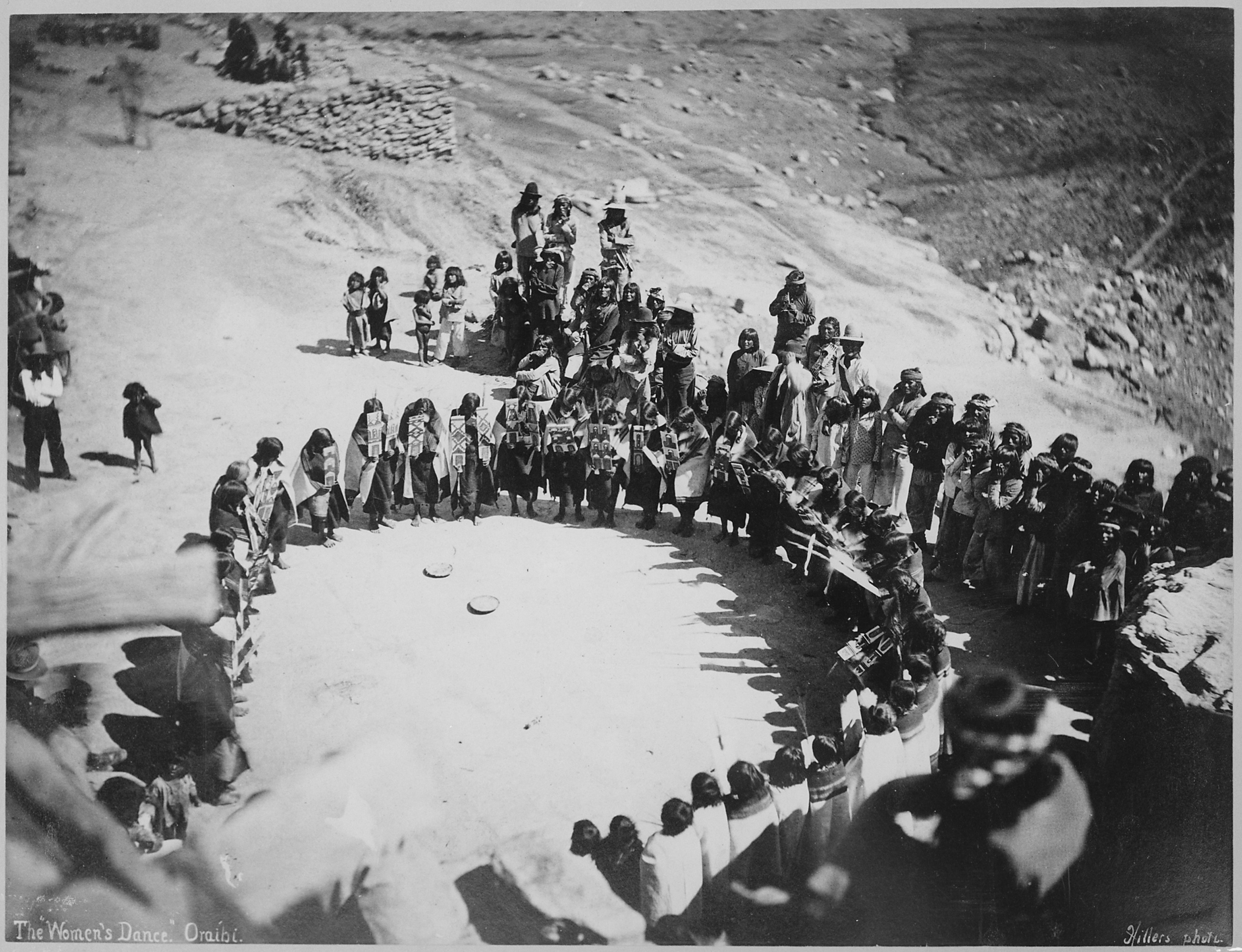
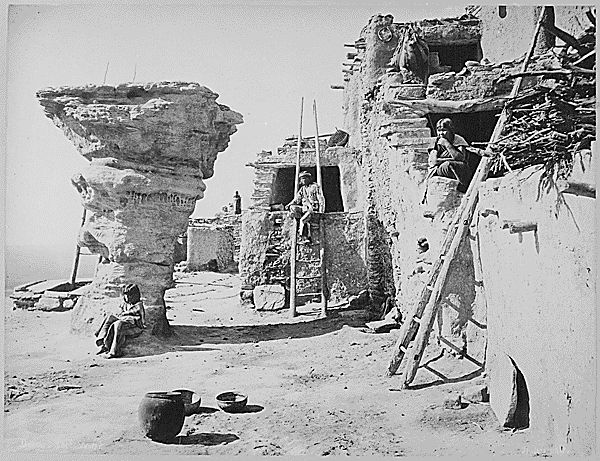
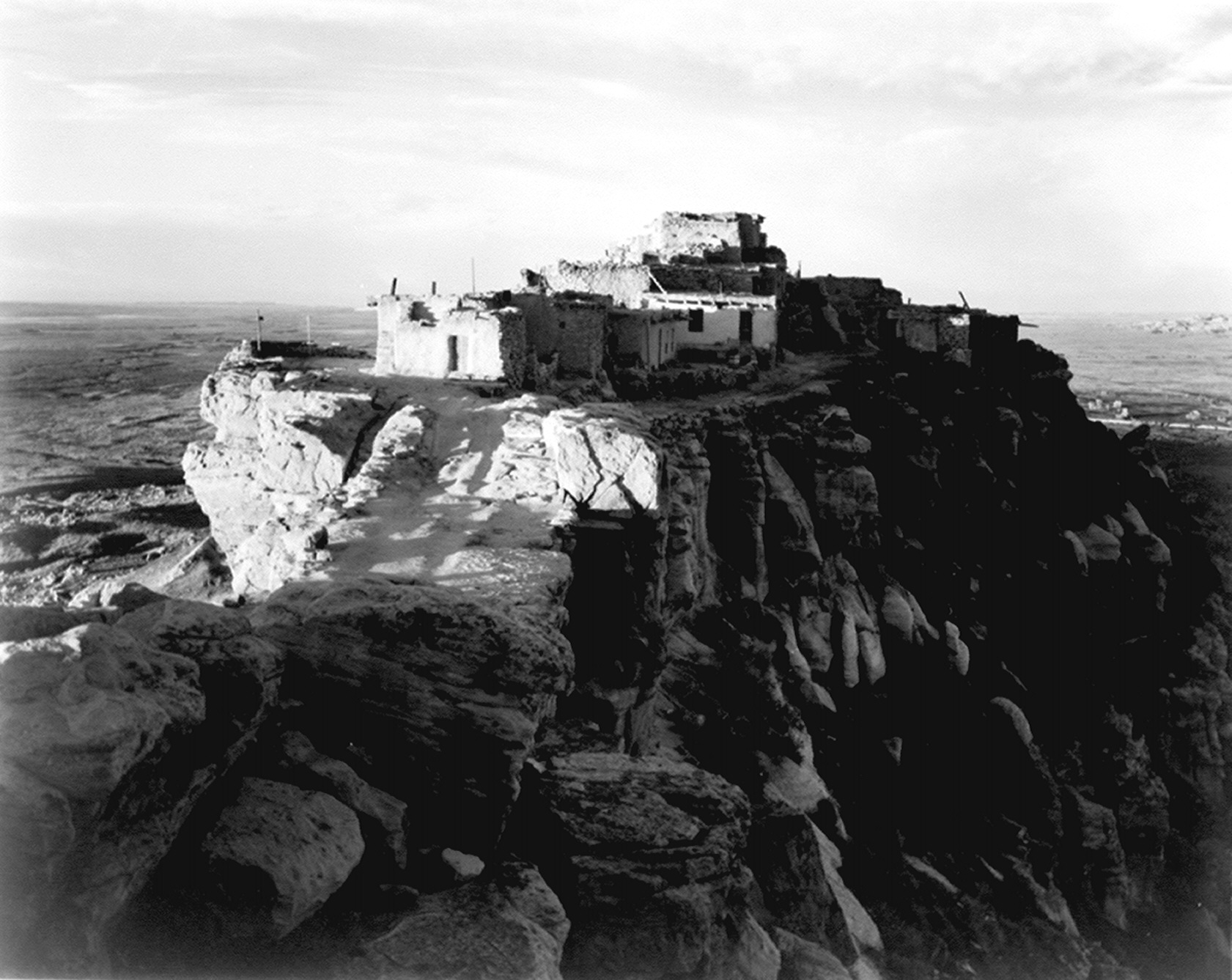
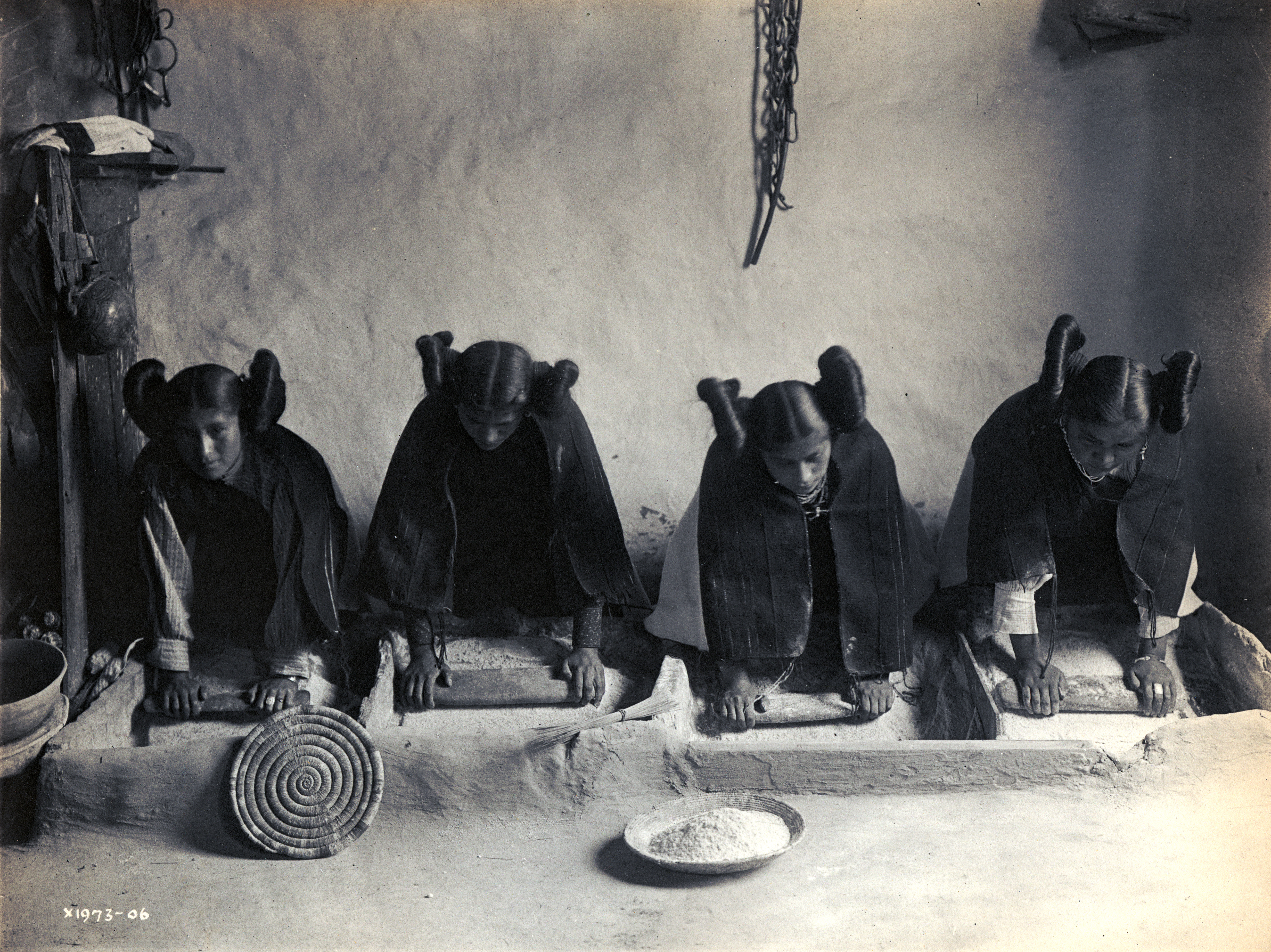
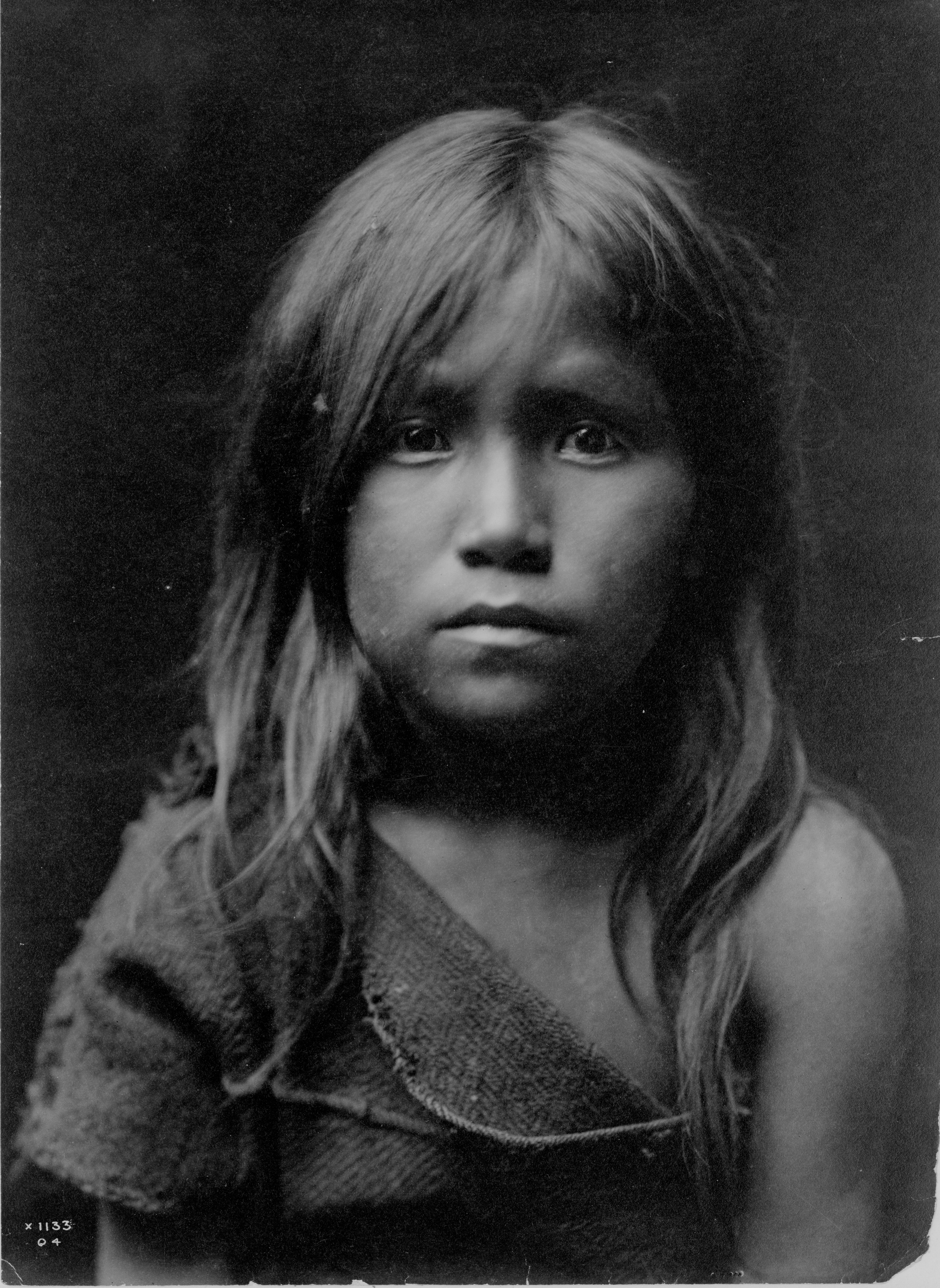
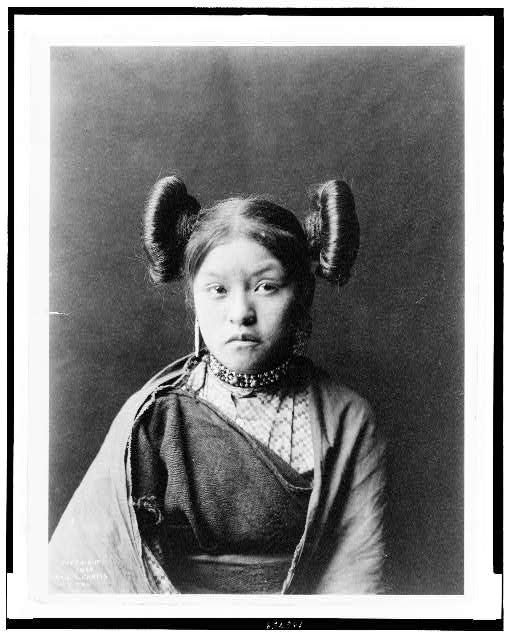
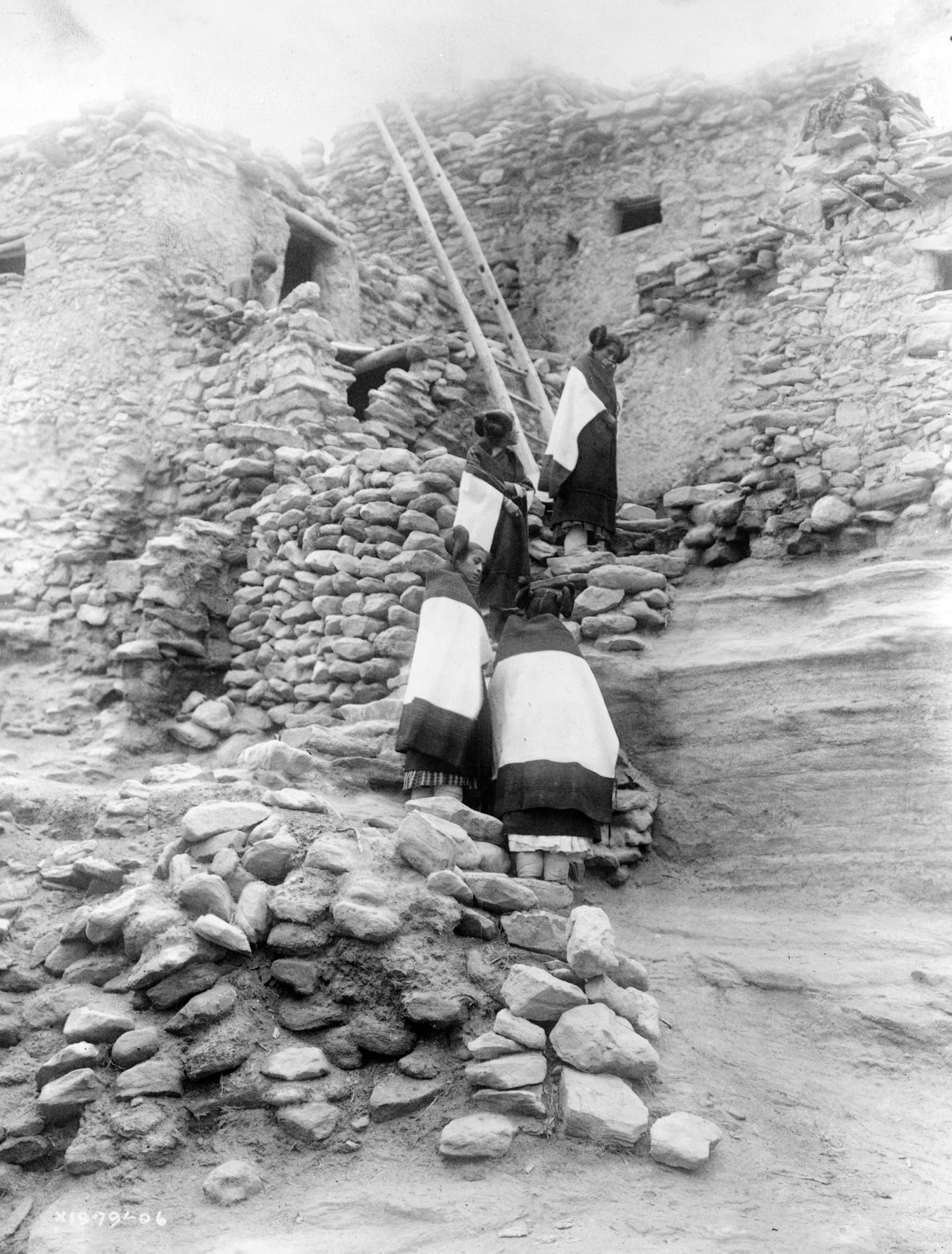
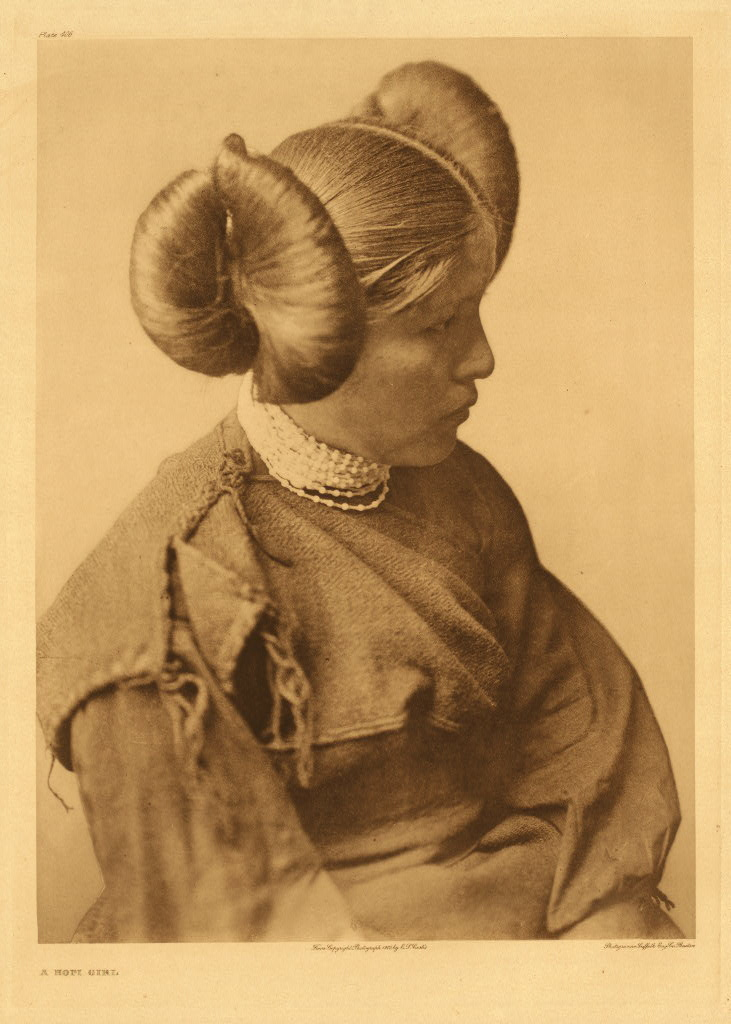
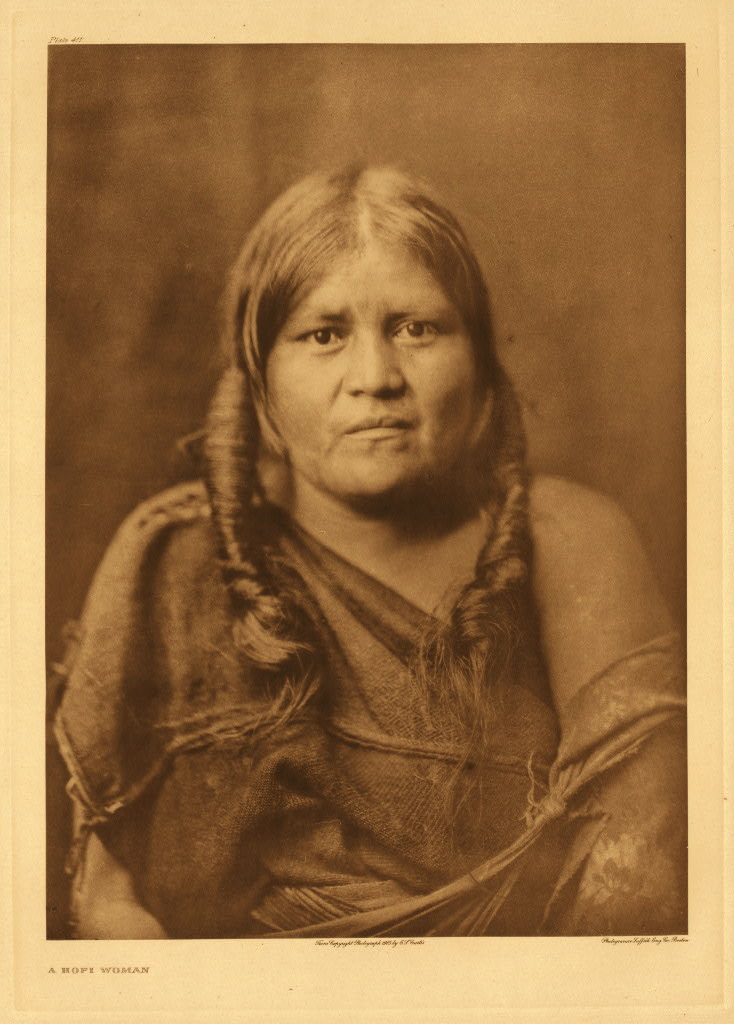
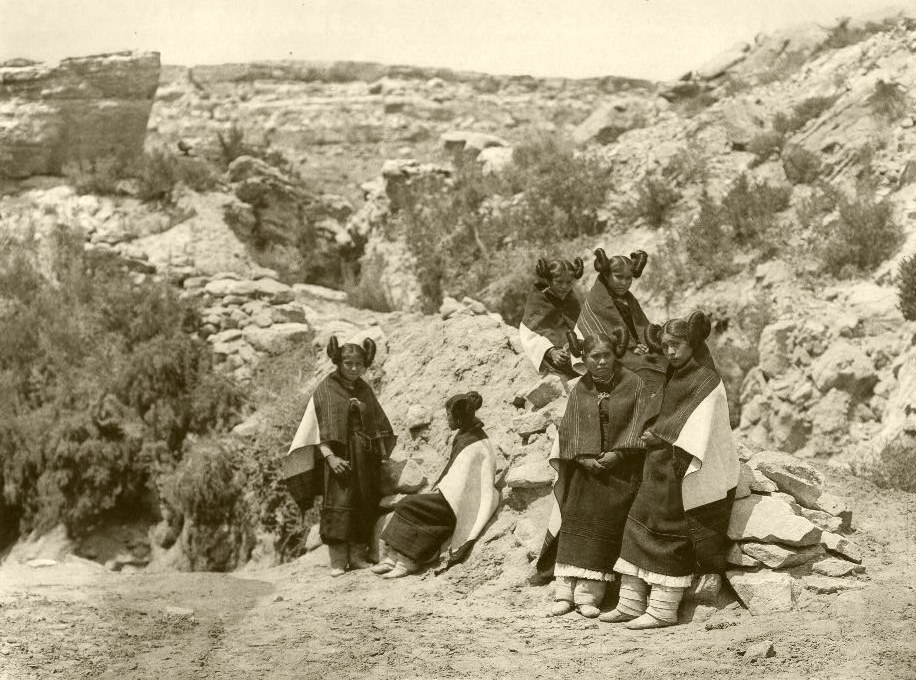
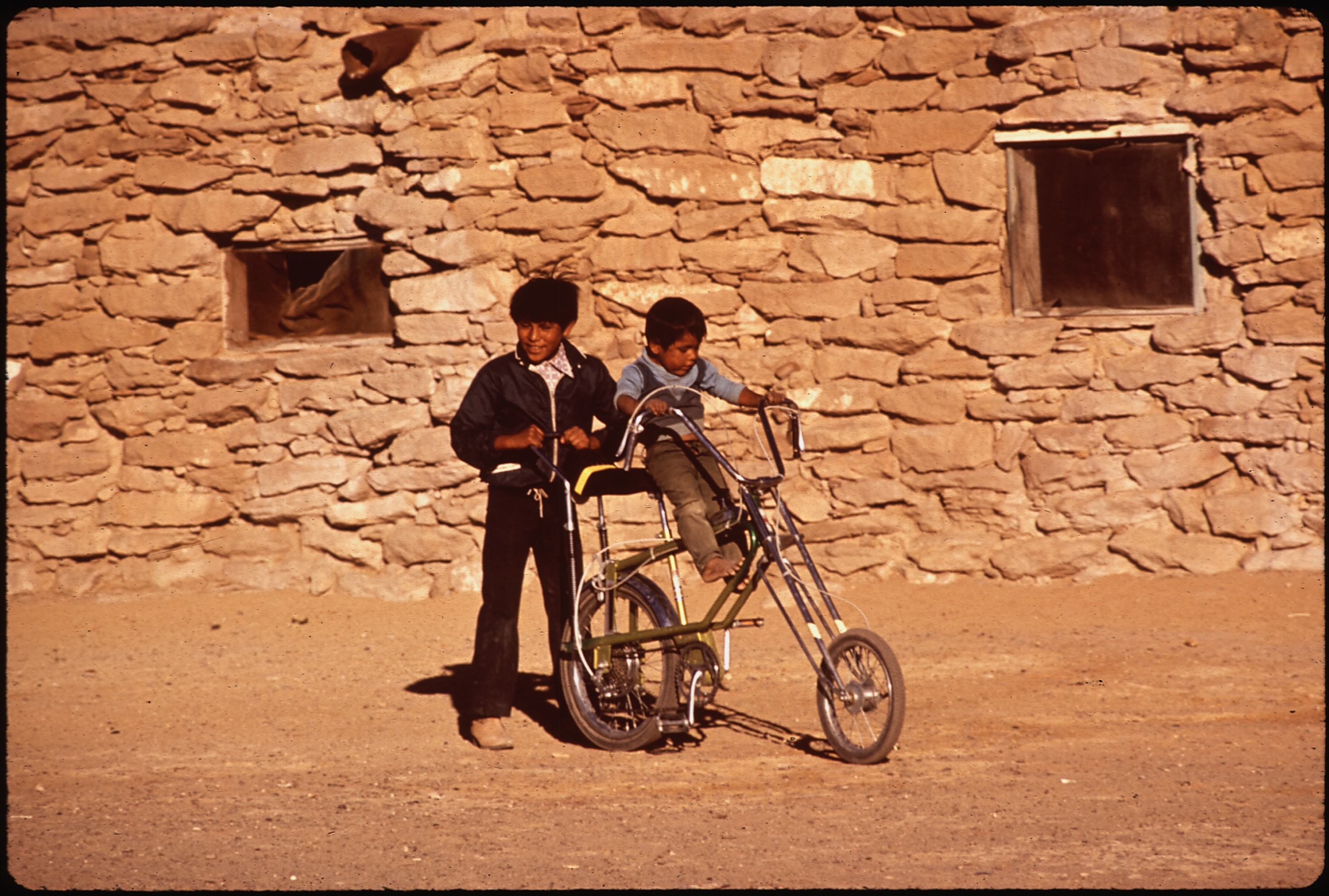